# Л'Ајале (Пистоја)
Л'Ајале је насеље у Италији у округу Пистоја, региону Тоскана.
Према процени из 2011. у насељу је живело 36 становника. Насеље се налази на надморској висини од 866 м.